# Ivan Ninković
Ivan Ninković (en serbio: Иван Нинковић; 25 de agosto de 1989) es un deportista serbio que compitió en remo. Ganó una medalla de oro en el Campeonato Mundial de Remo de 2006, en la prueba de dos con timonel.

## Palmarés internacional
| Campeonato Mundial | Campeonato Mundial | Campeonato Mundial | Campeonato Mundial |
| Año                | Lugar              | Medalla            | Prueba             |
| ------------------ | ------------------ | ------------------ | ------------------ |
| 2006               | Eton (Reino Unido) | Medalla de oro     | Dos con timonel    |